# Orectogyrus spinifer
Orectogyrus spinifer là một loài bọ cánh cứng trong họ van Gyrinidae. Loài này được Franciscolo miêu tả khoa học năm 1986.